# Avenue du Général-Leclerc (Maisons-Alfort)
Pour les articles homonymes, voir Avenue du Général-Leclerc.
L'avenue du Général-Leclerc est un des axes principaux de Maisons-Alfort dans le Val-de-Marne. Elle suit le tracé de la route départementale 19.

## Situation et accès

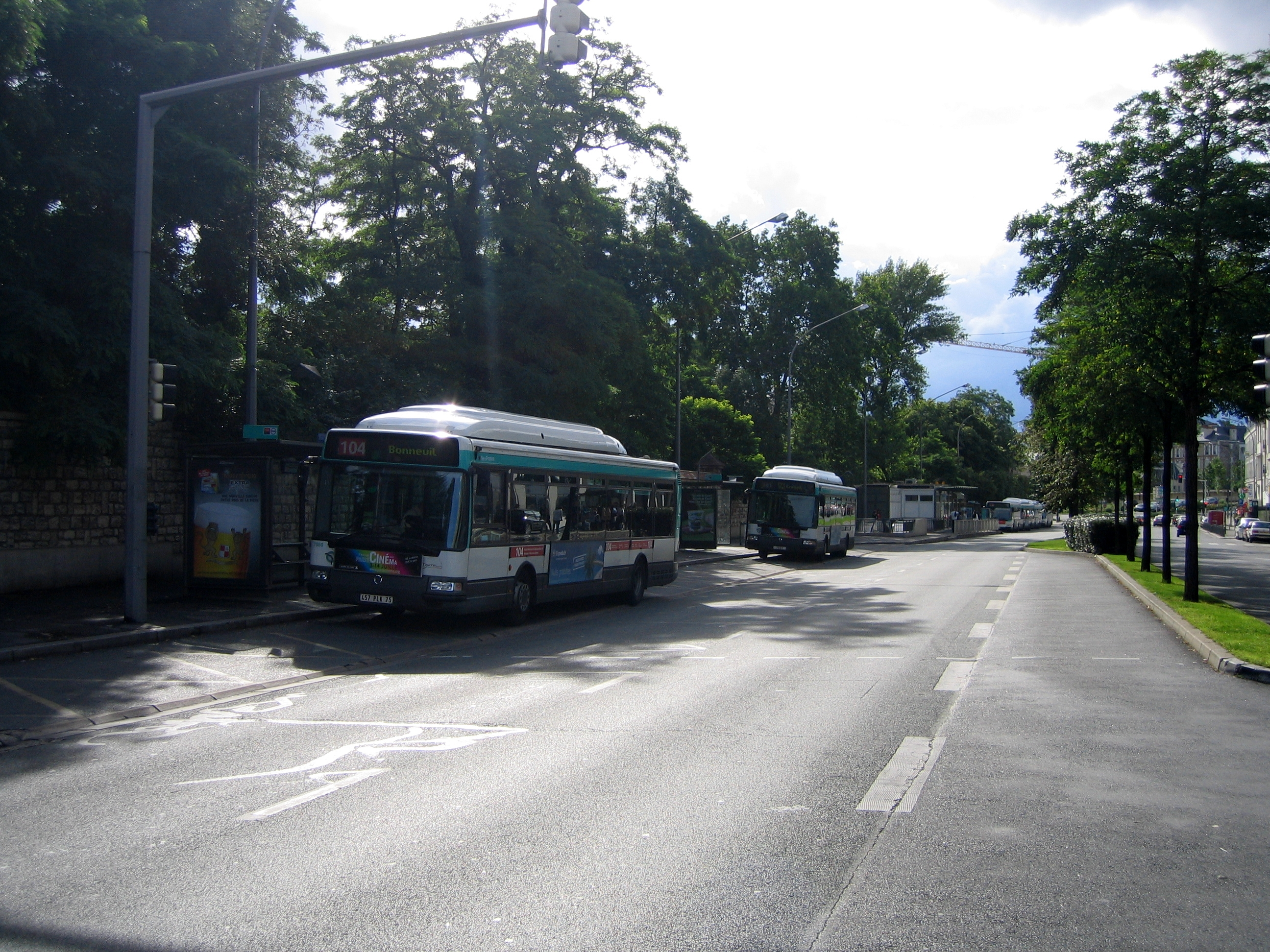
Station de métro École vétérinaire et arrêt d'autobus à Maisons-Alfort.

Cette avenue orientée du nord-ouest au sud-est commence à proximité de la Marne.
Elle croise notamment l'avenue de la République (route départementale 148), laquelle assure une liaison entre Joinville-le-Pont, à l'est, et Alfortville et Vitry-sur-Seine, à l'ouest, à trois kilomètres environ au sud du confluent de la Seine et de la rivière précitée.
Se terminant à la limite de Créteil, elle présente la particularité de bifurquer en deux branches distinctes de la route départementale, RD19A et RD19B.
Elle est desservie par les stations École vétérinaire, Maisons-Alfort - Stade et Maisons-Alfort - Les Juilliottes sur la ligne 8 du métro de Paris.
Elle marque la limite des cantons de Maisons-Alfort-Nord et de Maisons-Alfort-Sud.

## Origine du nom

Route de Créteil et villa Moynet, habitat collectif construit en 1895.

Autrefois rue de Créteil, renommée le 1er décembre 1947, le nom de cette avenue rend hommage à Philippe Leclerc de Hauteclocque (22 novembre 1902 – 28 novembre 1947).

## Historique

Rue de Créteil - 29 janvier 1910.

Cette voie de communication est connue depuis le Moyen Âge et fut appelée, selon les cartes et les époques, route de Champagne, route de Bâle, route de Brie, route royale de Paris à Belfort, route de Troyes, route de Provins, route nationale no 19 et route de Créteil.
La crue de la Seine de 1910 l'inonde sur une très grande longueur, comme tout le quartier aux alentours.
En 1930, elle est élargie à quinze mètres.

## Édifices remarquables

Alfort: La rue de Créteil vers 1900.

- École nationale vétérinaire d'Alfort, créée en 1765[8].
- Église Sainte-Agnès de Maisons-Alfort, construite en 1932.
- Ancienne usine de la Suze[9] et stade de la Suze.
- Site de l'ancienne société des Cycles Lejeune.
- Fort de Charenton, construit en 1842.